# Moela

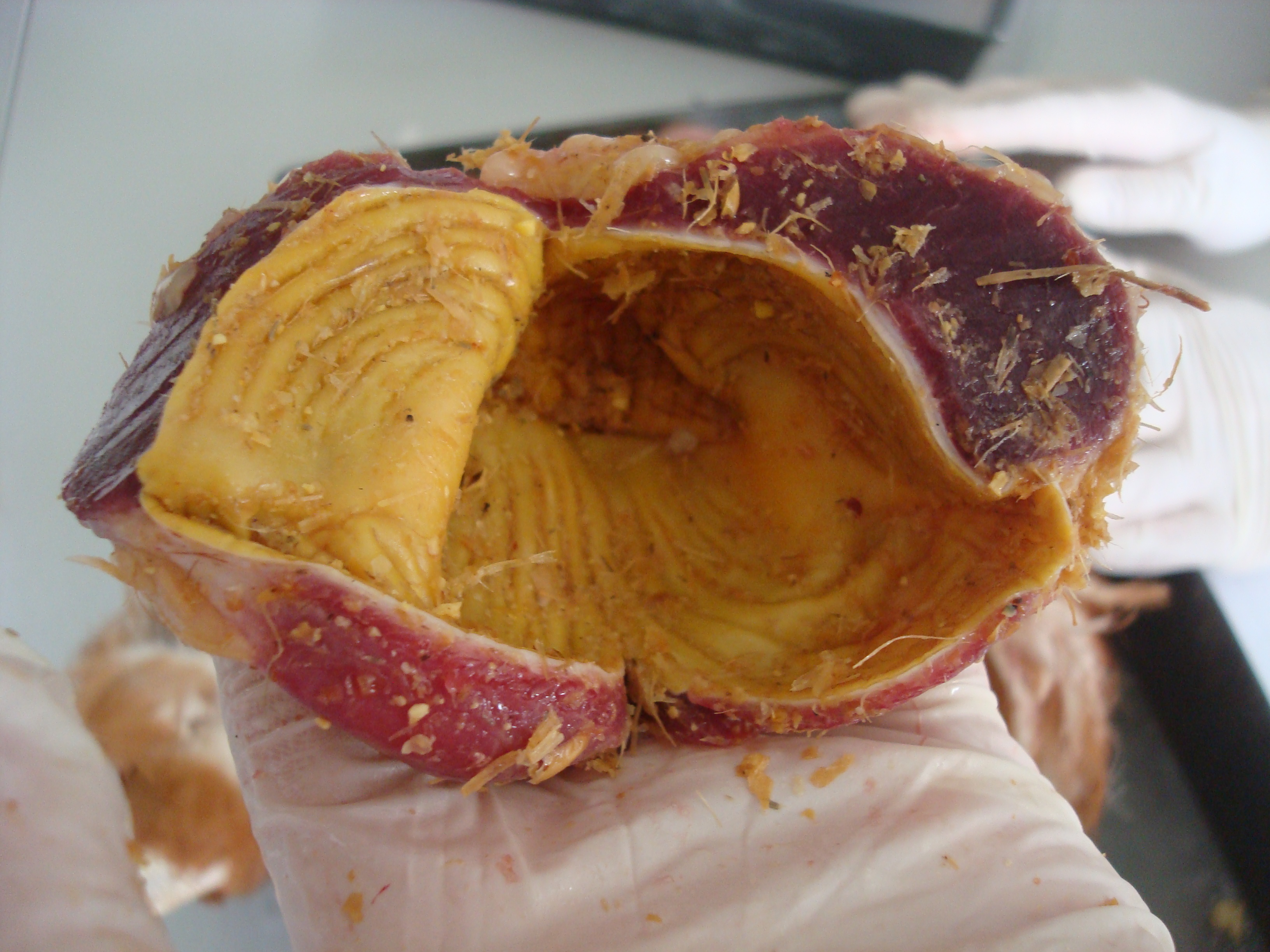
A moela de uma galinha.

A moela, também referido como o ventrículo, moinho gástrico e gigerium, faz parte do sistema digestivo de vários animais, como vertebrados, incluindo aves (principalmente das aves carnívoras) e peixes, e invertebrados como minhocas.  Essa estrutura é um compartimento muito muscularizado do tubo digestivo, onde, com a ajuda de pequenas pedras e areia, ou dentículos da própria região, dependendo do animal em questão, os alimentos são triturados. Seu funcionamento básico consiste em contrações musculares, que esfregam as suas superfícies cuticulares uma contra a outra, atritando o alimento com pequenas pedras previamente ingeridas e contra a cutícula da moela. Assim, o alimento é digerido mecanicamente, para depois passar para a digestão química.

## Gastrolitos
Alguns animais que não possuem dentes engolem pedras ou outras estruturas rígidas para ajudar a digestão. Todas as aves possuem moelas, mas nem todos engolem essas partículas. As aves que o fazem, empregam o método de 'mastigação':
"Uma ave engole pequenos pedaços de gravilha que actuam como 'dentes' na moela, desfazendo a comida mais dura, como sementes, e consequentemente auxiliando a digestão."
Essas pedras são chamadas pedras da moela, ou gastrolitos, e são normalmente redondos e lisos devido à acção de polimento que sofrem, no estômago do animal. Quando estão demasiado lisas para fazerem o trabalho requerido, podem ser expulsas pela cloaca, ou regurgitadas.

## Animais com moelas

### Aves
Na boca das aves não há dentes, mas um bico que é adaptado ao tipo de alimentação mais comum de cada espécie. À boca, segue-se a faringe e no esôfago é encontrada uma bolsa, chamada papo. Neste, o alimento vai sendo amolecido, para depois avançar até o estômago químico, que solta enzimas digestivas, iniciando o processo de digestão, que será concluído na moela. A moela é um compartimento muito muscularizado do tubo digestivo, onde, com a ajuda de pequenas pedras e areia, os alimentos são triturados. O tubo digestivo termina na cloaca, que é o local de desemboque dos sistemas excretor, reprodutor e digestivo.
Todas as aves têm moelas. As moelas dos emus, perus, galinhas e patos são muito utilizadas em culinária.

### Peixes
A tainha (Mugilidae), encontrada em estuários marinhos de todo o Mundo, e algumas espécies do gênero Dosoromas, encontrado em lagos de água doce e ribeiros de Nova Iorque ao México, possuem moelas. Salmo stomachius, uma espécie ricamente colorida de truta da Irlanda, tem uma moela, que é utilizada na digestão de caracóis marinhos, o componente principal da sua dieta.

### Répteis
Os jacarés e os crocodilos também possuem moelas.

### Invertebrados
A maioria dos invertebrados também têm moelas. A moela é utilizada para moer o alimento, e faz parte do sistema digestivo.

### Dinossauros
Dinossauros que se crêem ter moelas, baseado na descoberta de pedras de moela recuperadas próximas de fósseis, incluem:
- Psittacosaurus
- Massospondylus
- Sellosaurus
- Omeisaurus
- Apatosaurus
- Barosaurus
- Dicraeosaurus
- Seismosaurus

## Culinária
As moelas de aves são uma comida popular por todo o mundo. As moelas de frango grelhadas são vendidas por vendedores ambulantes no Haiti e em todo o sudeste asiático.
As vísceras ou "miudezas" consistem do coração, fígado e moela de um pássaro, e são regularmente consumidas por si só ou como base de uma sopa ou caldo.